# Eddie Mast
Edward Mast, detto Eddie (Filadelfia, 3 ottobre 1948 – Easton, 18 ottobre 1994), è stato un cestista e allenatore di pallacanestro statunitense, professionista nella NBA.

## Carriera
Venne selezionato dai New York Knicks al terzo giro del Draft NBA 1969 (40ª scelta assoluta).

## Palmarès
- Campione NIT (1969)
- Campione EPBL (1970)
- EPBL Rookie of the Year (1970)
- 2 volte campione EBA (1975, 1976)
- All-CBA Second Team (1979)